# 羅伯特·布萊克 (海軍將領)
羅伯特·布萊克（Robert Blake，1598年—1657年8月17日），是英國克倫威爾時期裏的一位重要的將領，也是英國海軍史上的名將。他對英國往後歷史裏的強大制海權作岀了很大的貢獻。但因為隨後的王政復辟，他的成就被認為受到了一定程度的抺殺。

## 家族和早年生活
布萊克和他的十二個兄弟姐妹出生於索美塞特郡小鎮布里奇沃特的一個商人家庭，並在布里奇沃特男孩文法中學和牛津大學瓦德漢學院完成學業。之後，他希望展開一個教學生涯，但報考任職墨頓學院失敗，有可能是因為他在政治和宗教方面的觀點所致。 
他於1625年離開大學後，相信是從商。一個荷蘭學者聲稱他在荷蘭南荷蘭省的城市斯希丹住了五、六年，隨後可能因為他母親過身而回到了故鄉。不久後，他決定參加國會選舉。 

## 政治生涯
1640年，布萊克成功在布里奇沃特選區當選為英國國會短期議會的議員。但他在隨後英國內戰爆發時的長期議會中連任失敗，因而加入了議會軍，在沒有任何經驗下展開了他的軍事生涯。
當他從波特蘭海戰中受傷康復後，於1653年參加了準國會（Barebone's Parliament）幾個月，之後才重新展開海軍生涯。

## 陸軍生涯
在他加入了模範新軍，並在亞歷山大·帕布漢的兵團裏擔任上尉後，他在布里斯托攻城（1643年7月）一役中贏得了聲譽，並被升為中校。隨後又因為在里姆攻城（1644年4月）一役中成功指揮守住了里姆·雷吉斯而被升為上校。不久後又因為在陶頓攻城（1645年）一戰中成功守住了國會的領地，並宣稱他會先把他擁有的四對靴子吃掉三對才會投降，而贏得了很高的國內聲譽。他隨後又在1645年11月贏了丹斯特攻城一役。

## 海軍生涯
布萊克在1649年被任命為海軍將領。他雖然被廣泛地稱呼為上將，但他其實並未獲得過上將的頭銜，因為這個軍階在克倫威爾時期的海軍裏並不存在。他的實際軍階有著海軍上將和海軍大臣的權力和職責。
布萊克經常被人稱為「皇家海軍之父」。 他促使建造了當時英國有史以來最大的海軍，由本來的幾十艘船，增加到上百艘。他也是首個在冬季裏依然把艦隊留在外海的將領。1652年，他制定了英國海軍的首部法典《戰爭法與海洋條例》（由克倫威爾時期的英國國會頒佈），詳列了三十九種罪行和其懲罰——多是死刑。他發明了海軍封鎖和登陸的新技巧和方法。他於1653年養傷時所寫的《航海指引》和《戰鬥指引》，成為了英國風帆航海時代海軍法則的基礎。他也是首個多次成功地在被炮火攻擊的情況下，攻擊海岸要塞的海軍將領。
1656年，他死前一年，他被任命為五港總督。